# Stenoma tolmeta
Stenoma tolmeta es una polilla de la familia Depressariidae. Fue descrito por Lord Walsingham en 1912. Se encuentra en Panamá.
La envergadura de las alas es de unos 14 mm. Los remos brillan, de color blanco hueso, con manchas marrón mate. Un punto marrón en el centro de la base, una indicación quebrada de una fascia incompleta que desciende oblicuamente de la costa a un cuarto del pliegue, una fascia completa, algo menos oblicua, desde la costa más allá del centro hasta el dorso antes del desgarre, y otra fascia completa desde la costa antes del ápice hasta el término por encima del desgarre, con tres o cuatro manchas marrones a lo largo del términoen. Los retazos son de color grisáceo muy pálido.